# Калольциокорте
Калольциоко́рте (итал. Calolziocorte, бергам. Calòls, лек. Calòlz) — итальянский город с населением 13 869 человек, расположенный в долине Сан-Мартино и с 1992 года присоединённый к провинции Лекко, ранее он был частью провинции Бергамо, в Ломбардии.
Плотность населения составляет 1 524,07 чел./км². Занимает площадь 9,14 км². Почтовый индекс — 23801. Телефонный код — 0341.
Покровителем населённого пункта считается святитель Мартин Турский. Праздник ежегодно празднуется 11 ноября.